# Riu San Pedro

El riu San Pedro és un corrent que va en direcció nord i neix a uns 16 km al sud de la frontera entre els Estats Units i Mèxic, al sud d'Arizona, a Cananea, Sonora, Mèxic. El riu neix a la confluència d'altres cursos (Las Nutrias i El Sauz) a l'est de Sauceda, Cananea. Ja dins d'Arizona, es dirigeix cap al nord travessant els comtats de Cochise, Pima, Graham i Pinal, fins a la seva confluència amb el riu Gila a Winkelman (Arizona). És l'últim gran riu sense preses del sud-oest dels Estats Units, de gran importància ecològica, ja que alberga dos terços de la diversitat d'aus dels Estats Units, incloent 100 espècies d'aus reproductores i 300 espècies d'aus migratòries.

## Història
Els primers en arribar a la vall de San Pedro van ser els Clovis, els quals hi van caçar mamuts des de fa 10.000 anys. La vall de San Pedro té la major concentració de jaciments dels Clovis de Nord-amèrica. Alguns jaciments dels Clovis més destacats són el jaciment Lehner Mammoth-Kill, el jaciment Murray Springs Clovis i el jaciment Naco Mammoth-Kill.
Posteriorment, entre els anys 5.000 i 200 AC, la cultura Cochise va fer d'aquesta zona el seu territori, la qual va ser seguida per les més avançades cultures Mogollon, Hohokam i Salado que van construir llars permanents i es van dedicar a l'agricultura.Quan els primers europeus hi van arribar, aquestes cultures havien desaparegut i el riu San Pedro era la llar dels Sobaipuri.
Els primers europeus que van arribar al riu San Pedro podien haver sigut els grups de Cabeza de Vaca, Fra Marcos de Niza o l'expedició de Coronado, i si bé no hi ha cap evidència del pas d'aquests grups, hi ha la creença fermament establerta de que la part alta del riu San Pedro era una branca àmpliament coneguda i utilitzada de la "ruta Cibola". El jesuita Eusebio Kino va visitar els pobles al llarg dels rius San Pedro i Babocomari el 1692 i poc després hi va introduir els primers ramats (si assumim que els ramats de Coronado no van sobreviure/criar).
Es creu que el 1762 els Apatxe van expulsar els Sobaipuri i als Espanyols de la vall de San Pedro Valley, la qual va romandre deserta fins a principis del segle xix. Malgrat això, aquesta creença es falsa, com ha demostrat un estudi recent. De fet, els informes estableixen que no tots els Sobaipuri van abandonar la vall i que a la dècada de 1780 encara hi vivien al llarg del riu. Els arqueòlegs han confirmat l'existència d'altres assentaments dels Sobaipuri al llarg del curs mig del riu San Pedro, no mencionats en els registres del segle xix.
Les primeres exploracions americanes del riu San Pedro, com la de molts altres rius de l'oest de Nord-amèrica, va ser motivada per la persecució de pells de castor. James Ohio Pattie i el seu pare van dirigir un grup de caçadors de pells pel riu Gila i posteriorment pel riu San Pedro el 1826, la qual va tenir tant d'èxit que va anomenar riu Beaver (en català, castor) al riu San Pedro. El grup va ser atacat pels Apatxe (probablement Aravaipa) a "Battle Hill" (probablement l'actual Malpais Hill) on s'havien amagat i van perdre més de 200 pells de castor. Al segle xix, el riu era un corrent serpentejant amb aiguamolls fluvials, boscos de ribera, pastures i extensos estanys de castor. A mesura que la regió va experimentar un ràpid escalfament climàtic i l'assecat, (coincident amb l'eliminació de castor i la introducció de bestiar a gran escala; correlació no establerta directament) el riu es va interrompre i després es va ampliar en un procés de formació de rierol observat en molts rius del sud-oest. El 1895, J.A. Allen va descriure una col·lecció de mamífera del sud-est d'Arizona, "A la capçalera del Sant Pere, a Sonora, una colònia d'una dotzena o més van tenir les seves llars a 1893, quan un caçador gairebé els va exterminar. Tots els fluxos de Sierra Blanca tenen preses de castor, encara que la majoria d'aquests animals han estat capturats". Finalment, soldats del Fort Huachuca van eliminar els castors a la dècada de 1920 dinamitant les seves preses per evitar la malària. Cap a mitjans del segle xx, el riu San Pedro que havia estat un riu permanent, s'havia convertit en un riu que només portava aigua durant la temporada de pluges i el castor, els aiguamolls fluvials i les pastures eren poc freqüents. El naturalista Edgar Alexander Mearns, en la seva obra Mammals of the Mexican boundary of the United States de 1907, va informar de la presència de castors als rius San Pedro i Babocomari. Mearns va afirmar que castor del riu San Pedro representava una nova subespècie Castor canadensis frondator que vivia des de Mèxic fins a Wyoming i Montana.

## Ecologia
El riu San Pedro és el corredor central de l'arxipèlag madrense d'Illes del cel, unes muntanyes altes amb un ecosistema únic diferents de la ecologia del desert de Sonora que l'envolta.
Més de 300 espècies d'ocells, 200 espècies de papallones i 20 espècies de ratpenat utilitzen aquest corredor durant les seves migracions entre el Sud, el Centre i el Nord d'Amèrica, inclosa el cucut becgroc (en perill). Més de 80 espècies de mamífer, inclosos el jaguar, el coatí de nas blanc, ratpenats, el castor americà, el puma, i molts rosegadors; més de 65 espècies de rèptils i amfibis, inclosos Ambystoma mavortium i Eleutherodactylus augusti. Les espècies natives de peixos inclouen Gila intermedia, el qual està proposat per la llista federal d'espècies en perill, així com Agosia chryspgaster, Catostomus clarkii, Gila robusta, Catostomus insignis i Rhinichthys osculus. La flora inclou Populus fremontii, Salix gracilistyla, Prosopis velutina, plantes del gènere Sporobolus i Lilaeopsis schaffneriana, aquesta última inclosa a la llista federal d'espècies en perill.
A les últimes dècades, el creixement ràpid i l'augment de població al sud d'Arizona ha causat preocupació per aquest riu. Diverses organitzacions sense ànim de lucre s'han creat en els últims anys per augmentar la consciència d'aquest problema. La San Pedro Riparian National Conservation Area (SPRNCA) es va establir el 1988 per protegir uns 65 quilòmetres de la part alta de la vall de Sant Pere. La Nature Conservancy també és propietària de diversos vedats de la conca, que inclouen la San Pedro River Preserve, la Aravaipa Canyon Preserve, la Muleshoe Ranch Preserve, la Ramsey Canyon Preserve, i més recentment, el Ranxo Los Fresnos. Aquest últim, prop del naixement del riu, és el pantà més gran que queda a la conca del riu Sant Pere. La seva protecció és important, ja que el 99% dels pantans del sud-oest han estat drenats i destruïts.
Amb grans porcions del riu seques gran part de l'any, el biòleg Mark Fredlake, de l'Oficina d'Administració de Terres (BLM), va proposar la reintroducció del castor a la conca per retenir l'aigua a l'estació seca i donar suport al rebrot de la vegetació històrica de ribera. L'hàbitat de ribera només cobreix l'1% del Sud-oest, però dona suport al 50% de les espècies d'aus reproductores i és de vital importància com a font d'aliment a les espècies d'aus migratòries. Fredlake va argumentar que les preses de castor elevarien el nivell freàtic, permeten a les aigües subterrànies recarregar el flux del riu a l'estació seca. Entre 1999 i 2002, es van alliberar 19 al SPRNCA, un tram de 64 km. del riu, al Comtat de Cochise. A l'any 2006 es van registrar més de 30 preses de castor. Els castors es van dispersar àmplia i ràpidament. Un castor va emigrar a Aravaipa Canyon, a més de 100 quilòmetres de distància; un altre a la desembocadura del riu al riu Gila, guanyant-se el sobrenom de "the surfing beaver" (en català, "el castor surf"); i d'altres fins a Mèxic, construint diverses preses al llarg dels afluents superiors del riu. El programa va tenir èxit amb augments mesurables en la diversitat d'aus i la formació de tolls profunds i els corrents duradors. El 2008, les inundacions van destruir tots els dics de castor i això va ser seguit per una llarga sequera. No obstant això, com en els temps històrics el castor sembla estar ben adaptat al riu San Pedro, i el recompte de preses del 2009 es trobava de nou per sobre de 30, amb una població d'entre 30 i 120 castors. Un vídeo breu revisa l'ús de la reintroducció de castors per restaurar el riu. A la part alta del riu, els castors reintroduïts han creat habitats de salzes i estanys que han ampliat el territori d'Empidonax trailii extimus (en perill), del qual es va registrat el niu verificable més austral el 2005.

## Conca

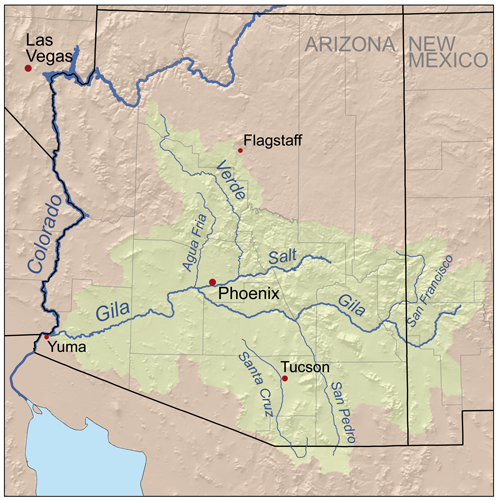
Mapa de la conca del riu Gila, incloent el riu San Pedro

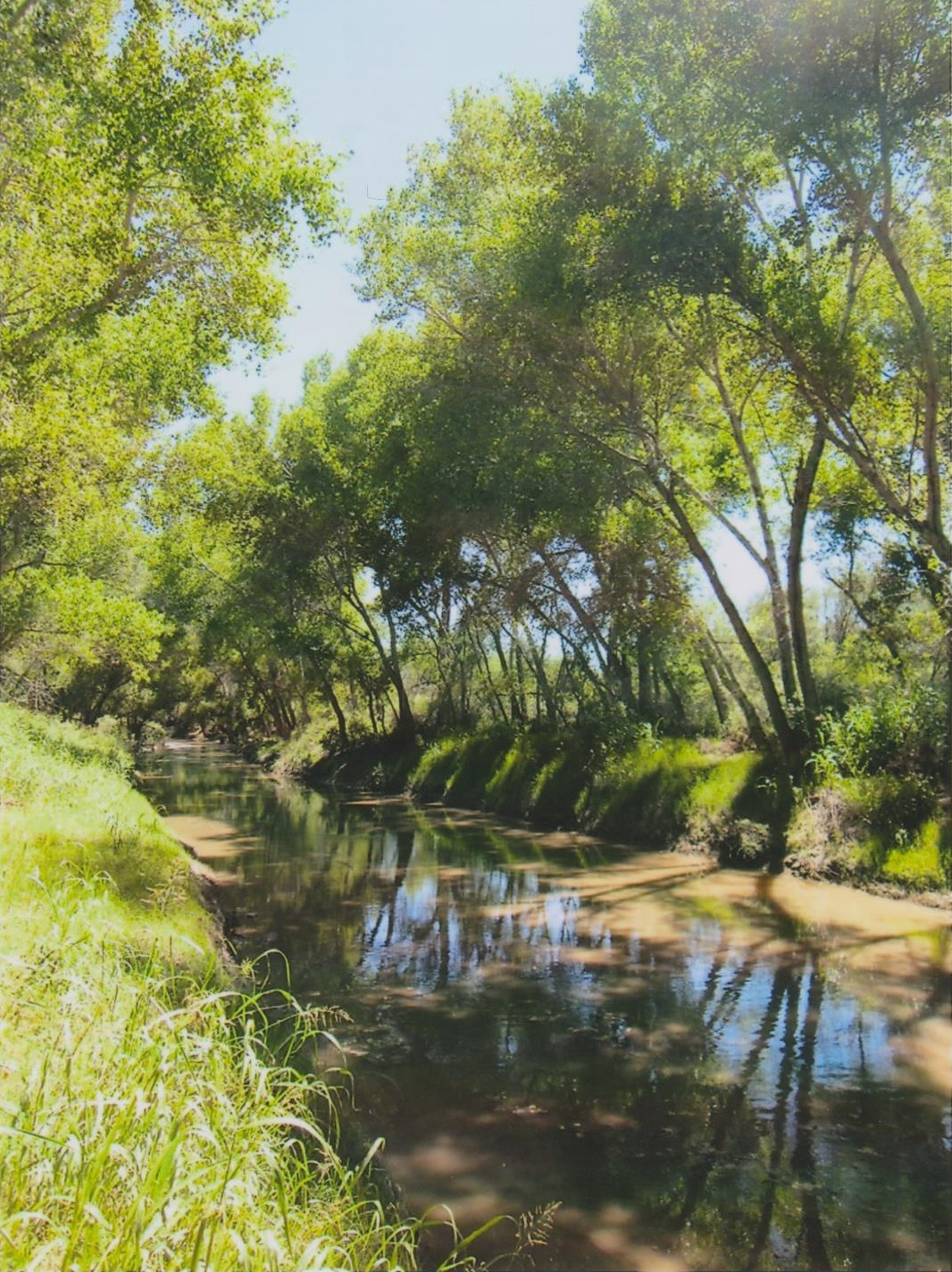
El riu San Pedro prop de Palominas, a Arizona

El San Pedro drena una àrea d'aproximadament 12.200 km² als comtats de Cochise, Graham, Pima i Pinal. El seu curs travessa les profundes conques sedimentàries flanquejades per les Muntanyes Huachuca, Mula, Whetstone, Dragoon, Rincon, Little Rincon, Winchester, Galiuro, Tortollitas i la Serra de Santa Catalina. El San Pedro és alimentat per nombrosos afluents, els quals en general, drenen conques relativament curtes i de pendents pronunciades, més o menys en perpendicular a la llera principal. Dos dels seus afluents principals, el riu Babocomari i Aravaipa Creek, cadascun té amplis trams del llit rocós folrat. Històricament el San Pedro s'ha dividit en la part més alta i més baixa als "Narrows" (en català, "els estrets").
El 27 de maig de 2011, un jutge va fallar en contra del pla del Fort Huachaca de bombar 7.524 m3 d'aigües subterrànies sense plans de mitigació per alimentar el flux del riu San Pedro, per protegir l'espècie amenaçada Empidonax traillii i la recuperació de l'espècie en perill Lilaeopsis schaffneriana. La decisió va ser en resposta a una segona demanda presentada pel Center for Biological Diversity i la Maricopa Audubon Society. El 2002, en resposta a una demanda anterior presentada pel centre, un altre jutge va rebutjar una opinió anterior del Wildlife Service biological de que el bombament d'aigua es podria mitigar.

## Batalló Mormó
El Batalló Mormó va marxar el 1846 a través de la vall del riu, i l'única batalla que va lliurar el batalló en el seu viatge a Califòrnia va tenir lloc prop del riu. La presència del batalló havia despertat la curiositat entre el bestiar salvatge, i els toros d'aquests ramats van causar danys a les carretes i van ferir les mules. En resposta, els homes van disparar a dotzenes dels toros que carregaven. Els colons mormons van tornar més tard a la regió el 1877 per fundar un assentament que es va convertir en St. David, i van talar arbres de les muntanyes Huachuca per proporcionar fusta per a la construcció del Fort Huachuca i Tombstone.

## Geologia i paleontologia
La vall de San Pedro és un jaciment de fòssils de mamífers de l'Holocè, gràcies al seu entorn de ribera.
A les últimes dècades, la Arizona Geological Society, així com els investigadors, s'han centrat en la regió. Les pressions del desenvolupament, la recreació i la recol·lecció d'aigües subterrànies han donat lloc a una preocupació per la protecció de la regió. Un estudi recent del pla d'inundacions s'ha centrat en els al·luvions de l'Holocè i la seva història, en un tram de més de 200 km del riu, per entendre els recursos dels fluxos d'aigua subterranis.